# Северен жираф
Жирафът (Giraffa camelopardalis) е едър тревопасен бозайник от семейство Жирафи (Giraffidae). Той е най-високият съществуващ животински вид на земята. Обитава сухите и гористи савани на Африка на юг от пустинята Сахара. Смятан е от местните племена за свещено животно.
Резултатите от скорошни генетични изследвания показват, че съществуват цели четири различни биологични вида жирафи.

## Особености
На височина мъжките достигат 4,9 – 6 m и тежат средно 1,500 kg, като е отбелязано максимално тегло 2150 kg. Женските общо взето са по-дребни. Те са високи от 4,5 до 5,3 m и тежат средно 1140 kg, а максимално – 1780 kg, което го прави четвъртото по големина сухоземно животно. Жирафът е един от двата вида, включени в семейство Жирафи, другият е по-дребният и рядък вид окапи. Има 9 общоприети подвида.
Сърцето на жирафа е не по-малко от 60 cm на дължина, тежи повече от 11 kg и бие с 95 удара в минута, изпомпвайки 60 литра/минута, когато жирафът е в покой. Разположено е на 2 до 3 m под мозъка. Кръвоносната система на жирафа е прецизна. Тя изпомпва излишната кръв, когато главата е ниско до земята и пречи на кръвта да се върне бързо обратно в сърцето при рязко изправяне на шията и вдигане на главата.
Възрастен мъжки жираф може да се храни с листа на акация на 6 m над земята. Прави впечатление с дългата си повече от 2,3 m шия. Тялото му е изпъстрено с червено-кафяви петна, разделени от бели ивици. Очите му са големи, с дълги и гъсти мигли, а на главата си има две малки рогчета, покрити с кожа. Горната му устна е добре развита, а езикът му достига 40 cm дължина.
Жирафът е животно, което се храни изключително с клонки. Подбира внимателно храната си, която в по-голямата си част се състои от листа и филизи на дървета и храсти, пълзящи и виещи се растения и някои треви. В зависимост от сезона яде също цветя, шушулки от семена и плодове. Ежедневно жирафът приема около 40 – 50 kg храна, като яде в продължение на шестнадесет до двадесет часа на денонощие.
Жирафите вършат всичко прави. Техният дълбок сън е не повече от 10 минути. Почивайки, държат шията си изпъната нагоре, а когато пият вода, широко разтварят предните си крака, за да могат да се наведат достатъчно. требността от вода жирафите задоволяват преди всичко с храната си, така че те могат да не пият в продължение на седмици. Ако все пак пие, жирафът наведнъж може да погълне до 60 литра вода.

## Размножаване и малки
Бременността на женския жираф трае от 450 до 465 дни. Женският жираф ражда прав (при раждането си малкото жирафче пада на земята от повече от два метра височина!) само едно жирафче, което 20 минути след това започва да ходи и суче. Малките се раждат на традиционни усамотени места. Това улеснява формирането на групи от малки, към които новородените се присъединяват, когато навършат една или две седмици. Новороденото е високо около 1,60 m и тежи около 60 kg, 20 пъти по-малко от възрастните и е лесна плячка за хищниците, затова около седмица остава скрито в храстите, след което плътно следва майка си в стадото. За около година малките порастват с един метър и достигат височина 2,60 m. В природата могат да живеят до 40 – 45 години, а в плен до 50 – 60 години.

## Местообитание
Живеят в заселени райони и гористи пасища в Африка на юг от Сахара.

## Любопитни факти
Характерна способност на жирафа е прогресивното натрупване на костен материал около черепа, особено при мъжките, поради което се срещат екземпляри с три и дори пет рога. Броят на жирафите е намалял в последните 40 години с около 50% заради упадъка на местообитанията. Жирафите могат да развият максимална скорост до 65 km/h и да поддържат постоянна скорост 54 km/h в продължение на няколко километра. Жирафите имат само един естествен враг и той е лъвът.